# مجموعة فردانية

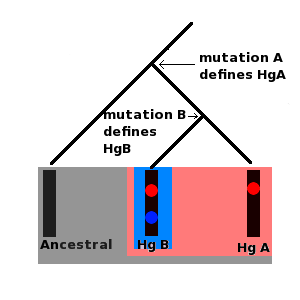
مجموعة فردانية سلف
مجموعة فردانية A
مجموعة فردانية B جميع هذه الجزيئات جزء من المجموعة الفردانية السلف، لكن في فترة ما من الماضي حدثت طفرة في الجزيء السلف -الطفرة A- والتي أنتجت نسلا جديد وهي المجموعة الفردانية A الذي عرَّفَته الطفرة A. وفي فترة ما أحدث في الماضي حدثت طفرة جديدة B للفرد الذي كان يحمل المجموعة الفردانية A، ومنه الطفرة B عرفت المجموعة الفردانية B، المجموعة الفردانية B مجموعة فرعية من المجموعة الفردانية A، وكلا المجموعتين الفردانيتين A وB مجموعتان فرعيتان من المجموعة الفردانية السلف.

المجموعة الفردانية أو المجموعة الفردية أو المجموعة العرقية أو الهابلوغروب (بالإنجليزية: Haplogroup)‏ النمط الفرداني هي مجموعة من الجينات في كائن حي يتم توارثها معا من أب واحد، والمجموعة الفردانية (haploid مأخوذة من الكلمة الإغريقية ἁπλούς، تُقرأ «هابلوس» وتعني (مكون من جزء واحد، بسيط) والكلمة الإنجليزية "group" وتعني مجموعة) هي مجموعة من الأنماط الفردانية التي تتشارك سلفا مشتركا مع حدوث طفرة تعدد أشكال النوكليوتيدات المفردة فيها. وبصفة أكثر تحديدا المجموعة الفردانية هي توليفة ألائل ذات صلة قريبة ببعضها وتتواجد في مناطق مختلفة من الكروموسومات وتميل إلى أن يتم توارثها معا. بما أن المجموعة الفردانية تتكون من أنماط فردانية متماثلة، فعادة ما يمكن التنبؤ بمجموعة فردانية من مجموعة أنماط فردانية. تُميّز كل مجموعة فردانية خط نسب واحد والذي يمكن أن يعود عادة إلى آلاف السنين. انتماء الأفراد إلى أحد المجموعات الفردانية يعتمد على امتلاك الفرد لنسبة صغيرة من المادة الوراثية المتعلقة بتلك المجموعة الفردانية.
تنشأ كل مجموعة فردانية من، وتبقى جزءا من مجموعة فردانية سلف (باراغروب)، ومنها يمكن صياغة تسلسل هرمي متداخل من أي مجموعة من المجموعات الفردانية ذات الصلة، تكون فيها كل مجموعة (مجموعة فردانية) مجموعةً فرعيةً كذلك لمجموعة واحدة أكثر شمولا. تُعرّف المجموعات الفردانية عادة بحرف كبير من الأبجدية الإنجليزية تتبعه أرقام وحروف إضافية، مثال:  A → A1 → A1a.
في علم الوراثة البشري، المجموعات الفردانية الأكثر دراسة هي الأنماط الجماعية للكروموسوم Y (الدنا Y) والأنماط الجماعية لدنا المتقدرة، حيث يمكن استخدام أي منهما لتحديد الوراثة السكانية، الدنا-Y يُورّث حصريا عبر خط النسل الأبوي من الأب للإبن، في حين أن الدنا المتقدرة يورّث حصريا عبر خط النسل الأمومي من الأم إلى كلا الجنسين، لا يخضع كلا هذان النوعان من الدنا لإعادة التركيب الجيني ومنه لا يمكنهما التغير سوى بواسطة الطفرات العشوائية في كل جيل ولا يحدث فيهما تمازج بين المادة الوراثية للأبوين.